# カール・フォン・ブラース
カール・フォン・ブラース（Karl von Blaas または Karl de Blaas、1815年4月28日 - 1894年3月19日）はオーストリアの画家である。ウィーン美術アカデミーやヴェネツィア美術アカデミーの教授を務めた。

## 略歴
オーストリアのチロル州のナウダース(Nauders)の農家に生まれた。1832年にインスブルックで学んだ後、母方の叔父の支援を受けて、当時、オーストリアの支配下にあったヴェネツィア美術アカデミー(Accademia di Belle Arti di Venezia)で1832年から1837年まで学び、ルドヴィーコ・リッパリーニに学んだ。1837年に歴史画を描いて、ローマ留学の権利を得られる賞を受賞し、数年間、ローマとフィレンツェで活動した。当時ローマで活動していた「ナザレ派」の画家、ヨハン・フリードリヒ・オーファーベックの作品から影響を受けた。
装飾画家、肖像画家として高い評価を得て、1851年にはウィーン美術アカデミーの教授に任じられた。この頃、ウィーンのウィーン軍事史博物館の壁画の製作を行った。1855年のパリ万国博覧会にも出展し、入賞した。1955年には1814年から1866年までオーストリアが支配していたヴェネツィアに移り、ヴェネツィアの美術アカデミーの教授となった。
ウィーン美術アカデミーやヴェネツィアのアカデミーでブラースの教えた学生にはレオポルト・カール・ミュラーや、フランチェスコ・ベーダ(Francesco Beda)、エウジェニオ・プラティ、ジュゼッペ・バリソン、ジュリオ・デル・トーレ(Giulio Del Torre)らがいる。
息子の オイゲン・フォン・ブラース（Eugene von Blaas:1843-1942)とユリウス・フォン・ブラース（Julius von Blaas:1845-1923)も画家になった。

## 作品

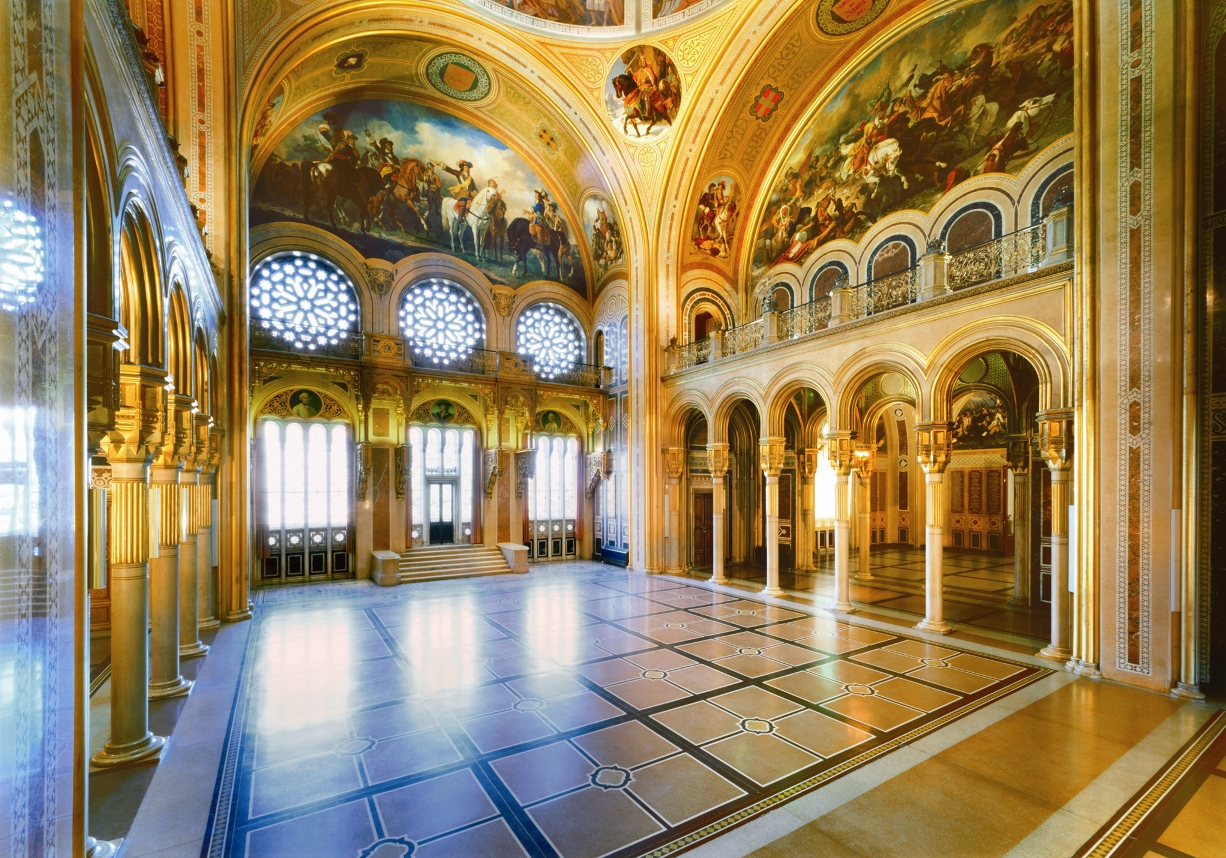
ウィーン軍事史博物館の装飾画
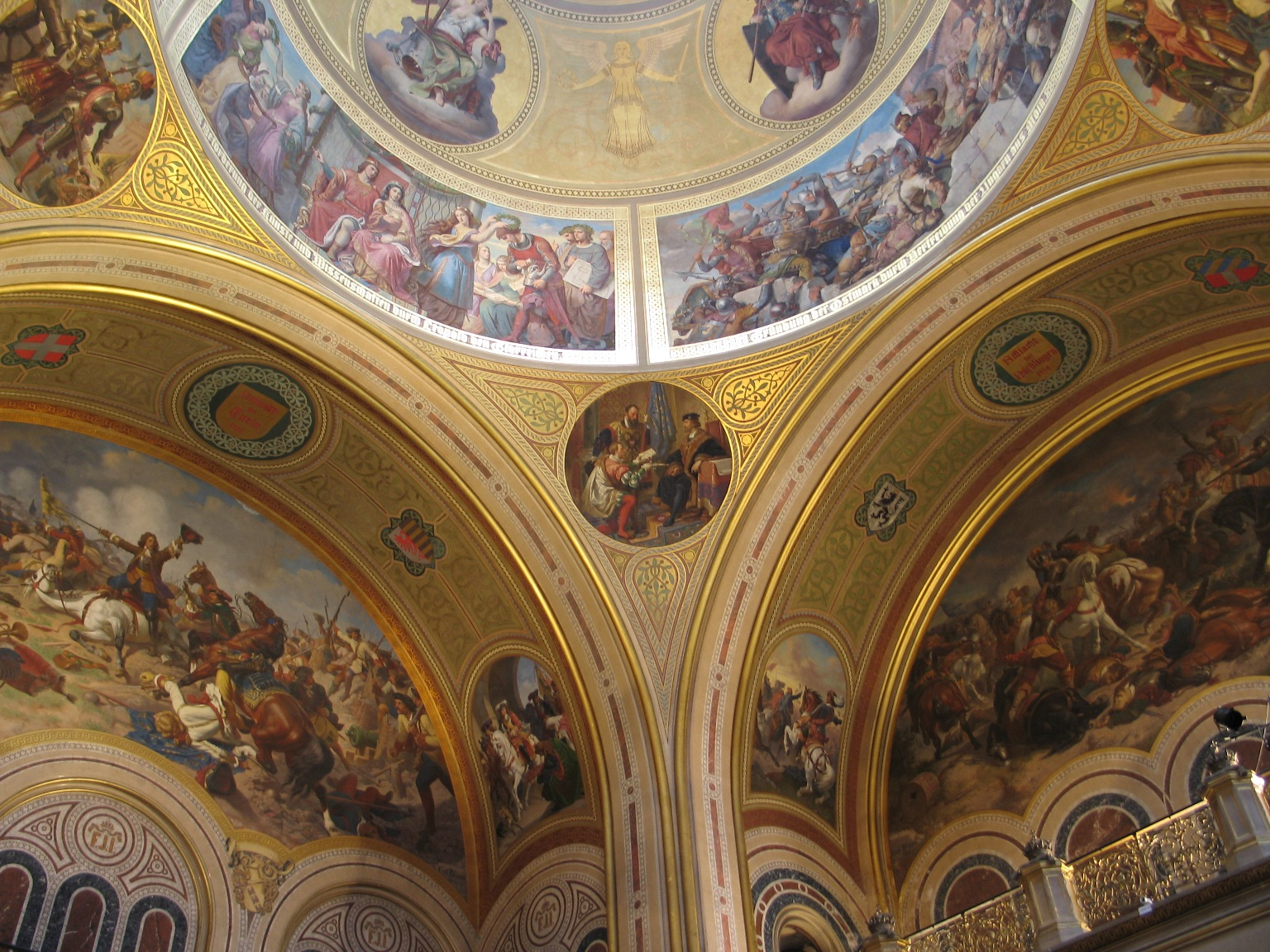
ウィーン軍事史博物館の装飾画(詳細)
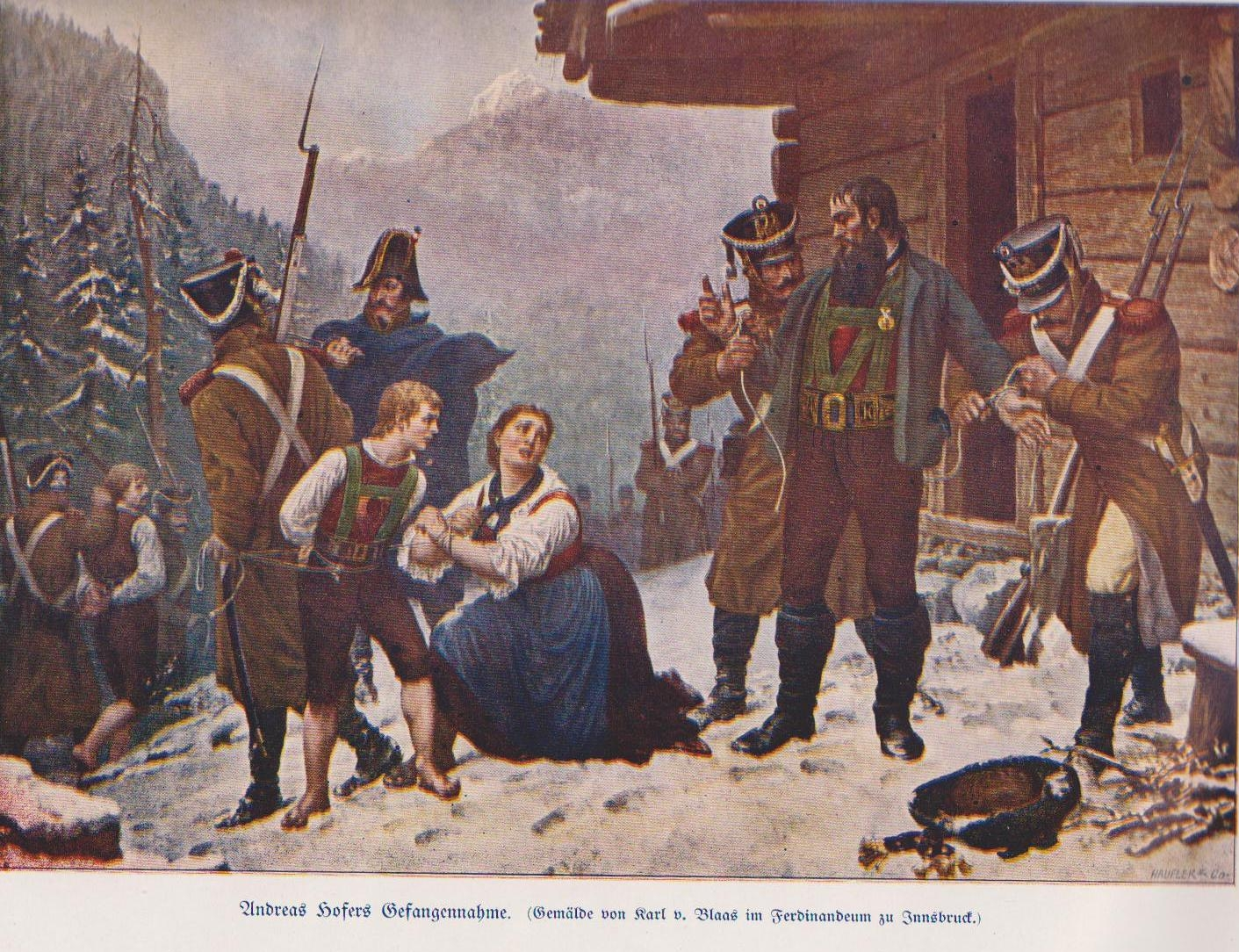
チロル独立戦争の英雄,アンドレアス・ホーファー

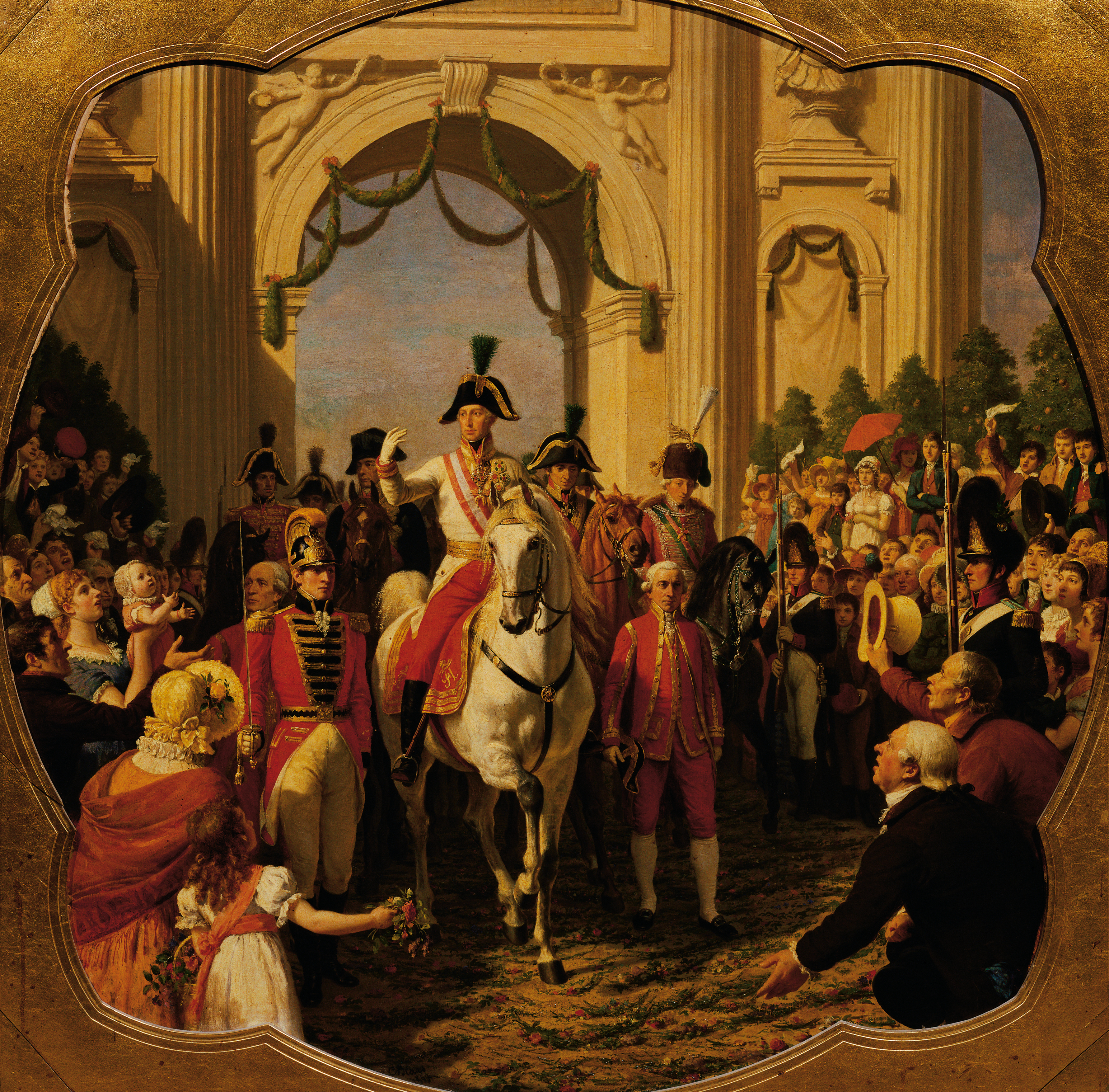
フランツ2世の入城
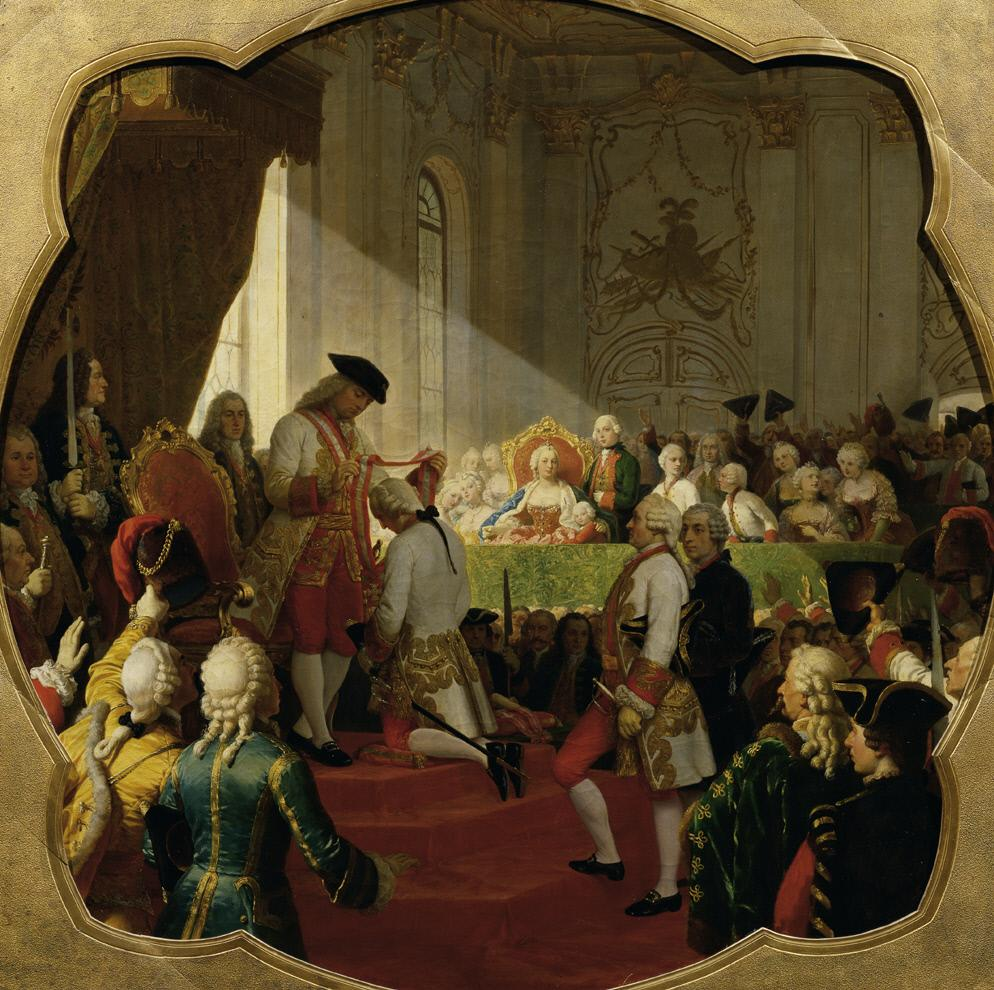
マリア・テレジア軍事勲章の最初の授与式
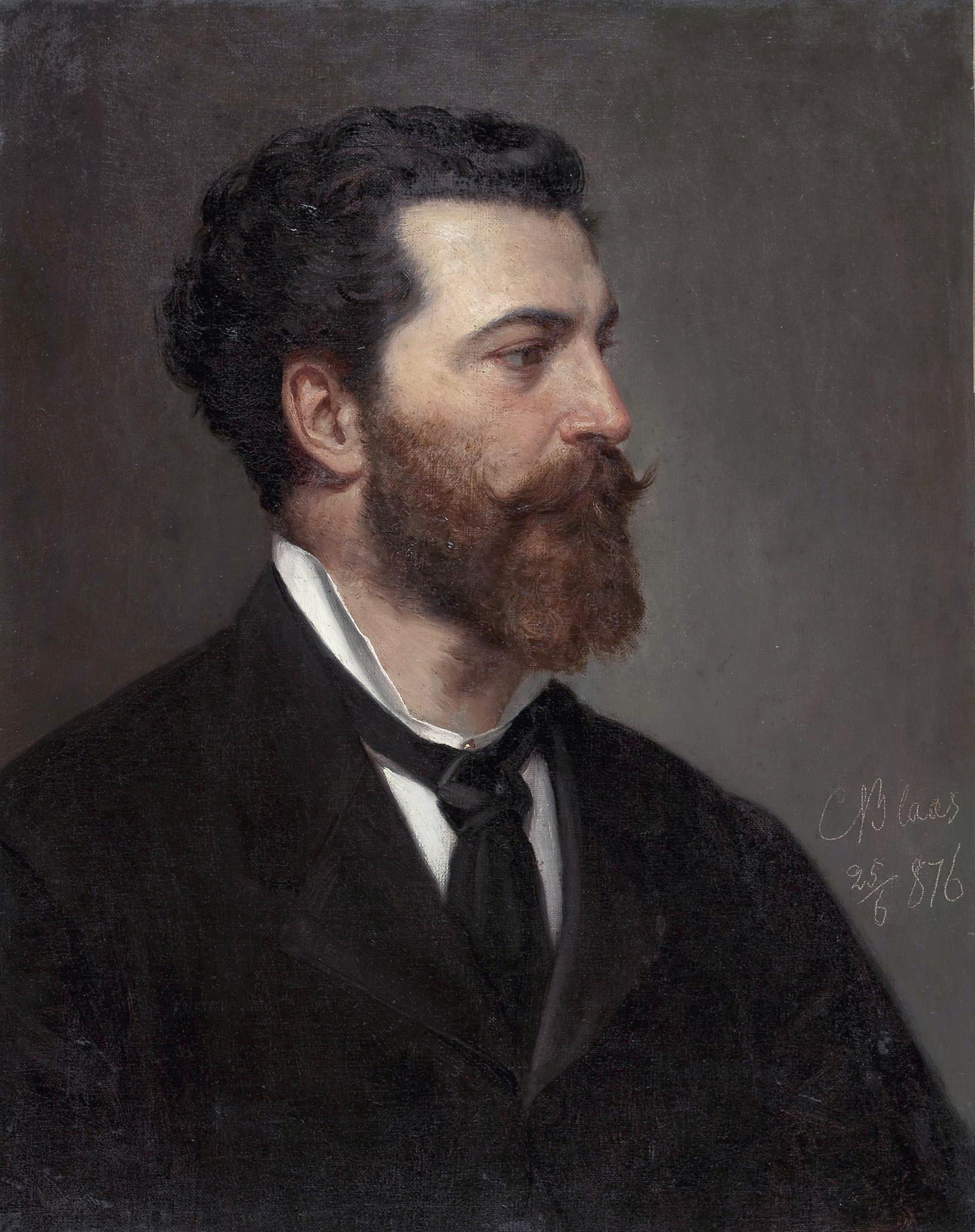
ユリウス・フォン・ブラース-息子の画家
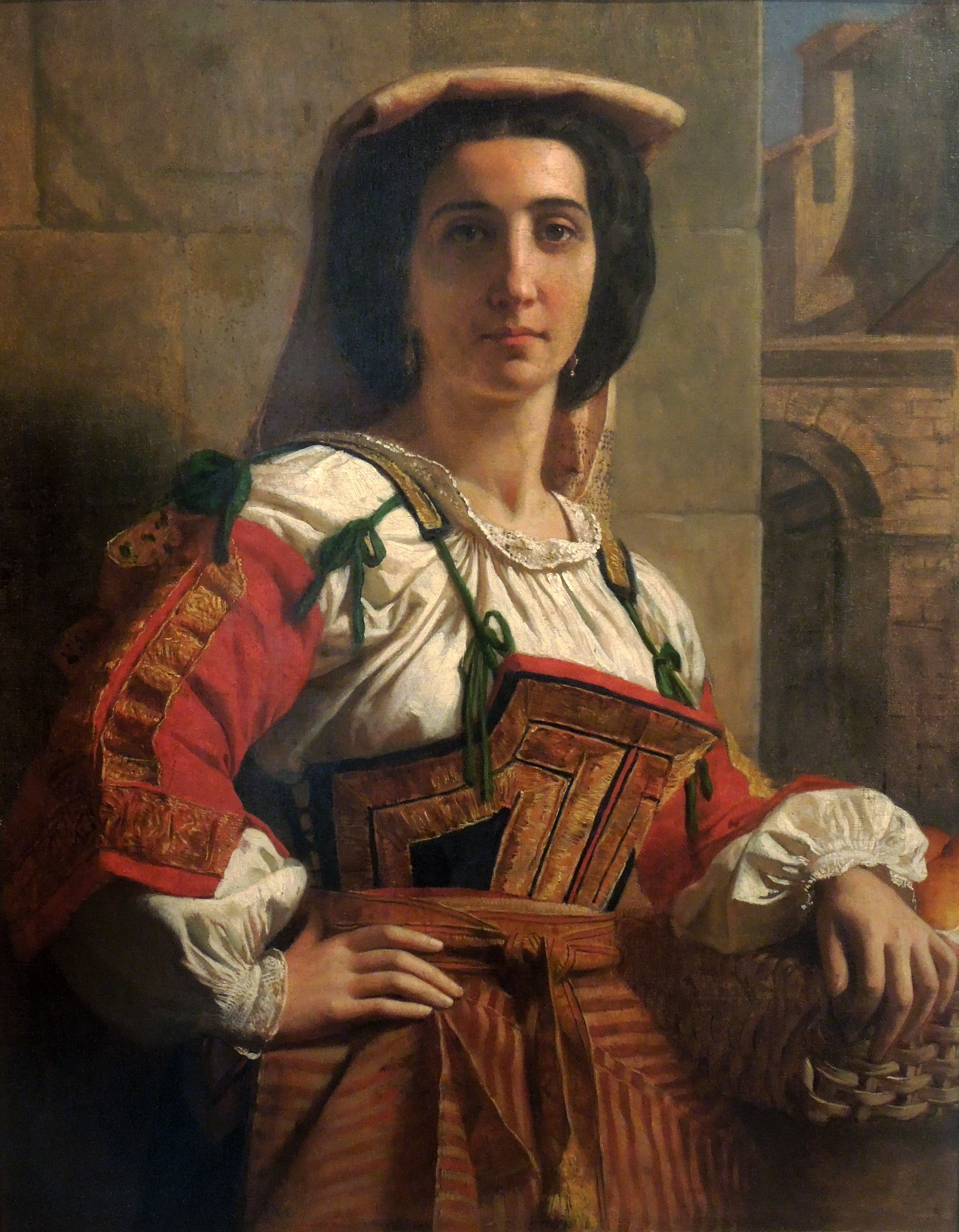
伝統衣装のイタリア娘
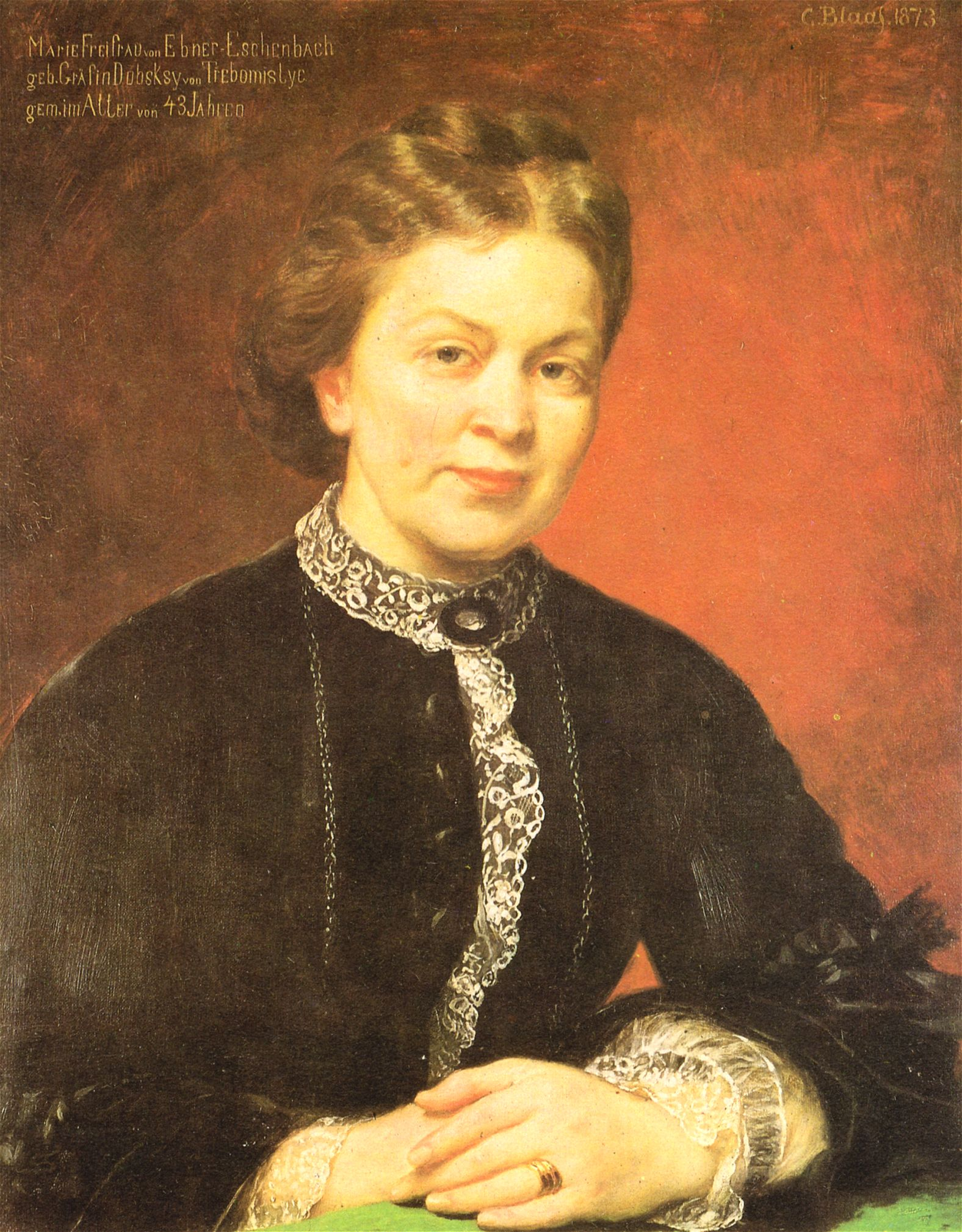
マリー・フォン・エーブナー＝エッシェンバッハ-作家